# 한국민속식물생산자협회
한국민속식물생산자협회는 민속채소 유통질서확립 및 판매알선을 통한 농가소득 증대에 기여 목적으로 1992년 9월 30일 설립된 대한민국 농림수산식품부 소관의 사단법인이다. 사무실은 경기도 안산시 상록구 사동 1482-5(201호)에 있다.

## 주요 사업
- 민속채소에 관한 연구와 생산지도 사업
- 민속채소의 생산에 필요한 기술 및 정보교환
- 공동이용 사업 및 구매사업(회원의 농업경영에 필요한 물자의 알선, 공동구매 및 공급)
- 민속채소 직거래장 개설 및 도시와 농촌간의 직접판매 연결
- 해외시장 개척 및 홍보
- 재배면적 및 출하시기 조절을 통한 가격유지사업